# Carité
Carité (Vitellaria paradoxa) é uma espécie do género Vitellaria. É a única espécie conhecida do gênero Vitellaria e da família das Sapotaceae.
A árvore cresce nas savanas da África Ocidental (Burkina Faso, Costa do Marfim, Gana, Guiné, Nigéria, Senegal) assim como nos Camarões, no Congo, Sudão e Uganda. A Costa do Marfim, o Mali e o Sudão produzem o melhor carité, em razão das características do solo.
É uma árvore sagrada, e os autóctones não admitem que seja cortada nem destruída de qualquer maneira. Pode viver até 300 anos, mas está na lista das espécies ameaçadas da União Internacional para a Conservação da Natureza, sobretudo em razão de queimadas.
Das castanhas de carité extrai-se uma das gorduras vegetais mais sustentáveis e valiosas do mundo. Sua exploração é um elemento essencial da renda familiar de pelo menos quatro milhões de mulheres de toda a África Ocidental. Há séculos, as africanas retiram das castanhas a manteiga de karité, uma gordura vegetal usada na preparação de alimentos e em cosméticos de alta qualidade para a pele e para cabelos.